# Bish Ganga
Vishnoedat Ganga, roepnaam Bish (Saramacca, 2 april 1948) is een Surinaams-Nederlands schrijver.

## Leven
Bish Ganga is op 2 april 1948 als vijfde van negen kinderen geboren in een arm boerengezin in de plaats De Volharding aan de rechteroever van de Saramaccarivier in Suriname. Zijn grootouders kwamen als contractarbeiders uit India om op de plantages in Suriname te werken. Die contractarbeiders waren nodig, omdat de vrijgekomen slaven na de afschaffing van de slavernij in 1863 allengs het werk op de plantages de rug toekeerden en naar Paramaribo vertrokken.
Zijn ouders waren analfabeet, maar hebben wel hun kinderen naar school gestuurd.
Voordat Bish Ganga voor het voortgezet onderwijs naar Paramaribo vertrok, heeft hij in het gezin niet alleen veelvoorkomende werkzaamheden in de huishouding op zich genomen, maar ook een bijdrage geleverd in de landbouw – het middel van bestaan van de familie – door te helpen bij planten en oogsten van rijst en maïs en het oogsten en verwerken van cacao. De aanplant van cacao en wat koffie op het perceel dateerde uit de slaventijd, toen De Volharding nog volop in bedrijf was als actieve plantage.
In Paramaribo heeft hij de uloschool aan de Zinniastraat bezocht, de Shri Vishnuschool (mulo) en de AMS-B (Algemene Middelbare School). Deze school was qua niveau vergelijkbaar met de Nederlandse HBS. In 1970 vertrok hij naar Nederland voor verdere studie. Daar heeft hij Spaanse taal- en letterkunde gestudeerd aan de universiteiten van Leiden (kandidaatsdiploma) en Utrecht (doctoraal diploma). Aan de Vrije Universiteit van Amsterdam heeft hij – na zijn pensionering – Sanskriet gestudeerd. Een promotie in de bestuurlijke informatievoorziening heeft hij helaas niet kunnen afronden, daar de promotor vroegtijdig aan een ernstige ziekte kwam te overlijden.
Voordat Bish Ganga in 1970 naar Nederland vertrok, heeft hij gewerkt voor de Hollandsche Bank Unie, later Algemene Bank Nederland in Paramaribo. In Nederland heeft hij gewerkt voor de Slavenburg's Bank in Leiden. Die bank fuseerde nadien met grotere banken. Vervolgens is hij gedurende twintig jaar beleidsambtenaar geweest bij het ministerie van Onderwijs, Cultuur en Wetenschap. Na een korte periode van interim-functievervulling in de informatietechnologie bij de streekschool in Nieuwegein, die later is opgegaan in ROC Midden Nederland, is hij gedurende tien jaar beleidsadviseur IT geweest voor het College van Bestuur van het Albeda College in Rotterdam.
Bish Ganga heeft twee boeken uitgegeven, voor Lalbahadoer, een fatale liefde ontving hij een oorkonde ontvangen van het CCS (Cultureel Centrum Suriname) en van boekhandel efteeBooks in Paramaribo. Verder heeft hij een onderzoeksrapport uitgebracht over het leerlingwezen en hij heeft een aantal korte verhalen gepubliceerd. Verder heeft hij diverse artikelen geschreven over uiteenlopende onderwerpen. 
Hij heeft samen met zijn vrouw ook een boek uitgegeven voor een overleden vriend, dr. G.D. van Wengen, die het in zijn leven graag zelf had willen publiceren. Om verschillende redenen was hem dat niet gelukt.

### Boeken
- Lalbahadoer, een fatale liefde (Koopman & Kraaijenbrink Publishing, 2008, ISBN 9789081338615).
- De Rechteroever van de Saramaccarivier, korte verhalen. (Brave New Books, 2018, ISBN 9789402176605).
- [Uitgave] Dr. G.D. van Wengen, De Javanen in de Surinaamse samenleving (situatie 1960). Berusting en worteling. Brave New Books 2016, ISBN 9789402147186.

### Onderzoeksrapport
- Deelname, uitval en rendement van het leerlingwezen. Publicatie van het ministerie van Onderwijs en Wetenschappen, directie Beroepsonderwijs en Volwasseneneducatie (BVE), 1992. ISBN 903462806X.

### Korte verhalen
Ganga schreef korte verhalen in het blad HLM, HinduLife Magazine:
- 'Het ene leven voor het andere. Een waar gebeurd verhaal over de werking van Indra Jaal'. In nummer 2, 2009.
- '1960'. In nummer 3 (2009).
- 'Fyo-fyo?'. In nummer 4 (2009).
- 'Alles kwijt'. In nummer 5 (2009).

### Artikelen

#### Varia
- 'Informatiegericht. Een bijdrage ter verbetering van de kwantitatieve informatievoorziening van O&W'. (interne notitie, verspreid met de brief van 29-12-1993, kenmerk BVE/IE-93106495). Zoetermeer 1993.
- 'Instituut voor tropische architectuur in Suriname'. In Span’noe 3. Informatieblad voor en over Surinamers in Nederland. 21e jaargang 1994.
- 'LVS, een virtuele realiteit van leerlingen'. TINFON. Tijdschrift voor informatica-onderwijs. 5e jaargang (november 1996).
- सूरीनाम के हिंदुस्तानी और राजनीति : कुछ तथ्य, धर्म युग, ३० नवंबर १९७५ (Surinaamse Hindostanen en politiek: enkele feiten, in Dharma Yuga van 30 november 1975.)

#### Artikelen inAutomatisering Gids
- Vijftig jaar geleden toonden vrouwen meer belangstelling voor IT-functies. In nummer 20 (2015).
- Alle mbo-studenten een laptop? In nummer 1 (2010).
- Prototyping is noodzaak. In nummer 11 (2009).
- Nieuw leerlingvolgsysteem: lastige keuze. In nummer 13 (2008).
- ICT-ers te druk met e-portfolio. In nummer 25 (2007).
- Onderwijs heeft Informatie Ecologie nodig. In nummer 13 (2007).
- ICT beleid in het Onderwijs heeft bizarre trekjes. In nummer 37 (2006).
- Onderwijswereld schrikt van kosten ERP. In nummer 26 (2006).
- ICT moet dienen en minder dicteren. In nummer 13 (2006).
- Onderwijsnummer lost bureaucratie niet op. In nummer 50 (2005).
- Een landelijke HRM-dag tot mislukken gedoemd. In nummer 36 (2005).

#### Publicaties opCaraïbisch Uitzicht, blog van deWerkgroep Caraïbische  Letteren
- 'De Grote Suriname Tentoonstelling, een impressie', 2019.
- 'Mijn herdenking anno 2020 van de Hindostaanse immigratie', 2020.
- 'Munshi Rahman Khan: een nieuwe druk?', 2019.
- 'Sarnāmi, óók een Surinaamse taal', 2019.